# 澳门科技文化中心（博物馆）
澳门科学文化中心（博物馆）（葡萄牙語：Museu do Centro Científico e Cultural de Macau (Museu de Macau)）位于里斯本市，是葡萄牙主要的中国艺术品博物馆。为了建立中葡关系，该馆收藏了具有实用特性和装饰价值的3500余件艺术品，其中包括重要的中国陶瓷藏品、服饰和鸦片用具等。
博物馆由两个截然不同的部分组成，分别是是底层的“十六、十七世纪澳门的历史和文化状况展示区”和一层的“中国艺术品收藏区”。

## 房间和布局
底层展示了中国明朝时期的国际形势，在港口城市澳门建立起的中欧融合文化，以及一些关于澳门历史和中葡关系史的研究成果：
- 葡萄牙和中国的相遇得益于澳门这座城市得天独厚的自然环境。随着葡萄牙人和明朝政府关系的日益增进，以及从中国海域到印度洋和大西洋的利益和信息流通，两国在澳门开始往来。
- 澳门港口城市展示了葡萄牙人和中国人之间的利益和关系网，以及该城市在欧亚、东亚、印度洋和大西洋之间提供港口服务的必要性和可能性。
- 转移令的实施表现出一系列的生态和技术交流，使澳门成为东亚和欧洲贸易的活跃之地。新的食品，新发明的工具和新颁布的措施都通过澳门进入中国和欧洲。自澳门开埠以来，澳门一直是东亚和欧洲之间以及世界其他地区之间持续开放和交流的中心之一。
- 基督教与文化凸显出澳门宗教的多元化。中国民间宗教、佛教、道教、儒教与基督教相互融合，同时也着重强调了中国第一所欧洲大学学院--圣保禄学院在这方面所起到的作用。[2]

### 一层
一层涵盖了超过5000年的中国历史和艺术，从新石器时代的陶瓷到19世纪的象牙，展品包括了赤陶、青铜器、炻器，以及各种瓷器，如青花瓷、康熙五彩瓷、粉彩瓷、纹章瓷、石湾陶瓷和具有宗教象征性的瓷器。还涉及大量古币、漆器、扇子、银器、服饰、吸食鸦片的器具、中国贸易和中国及欧洲画家的绘画作品。

## 收藏品

### 青铜器
青铜的制造始于夏朝（约公元前2200年-前1765年），并在商朝（公元前1700年-前1050年）达到顶峰。它与祭祀宗教仪式及祖先崇拜有关。最早的青铜器模仿了新石器时代的鼎、容器和罐子的形式。商朝祭祀盆的主要装饰图案被称为饕餮, 一种有眼、有口、有角和有爪的兽面。该博物馆中有一件名为“簋”的春秋時期（公元前771年–前475年）饕餮藏品。
后来的墓葬的考古发掘工作发现了东周，汉朝和唐朝时所使用的各种青铜器，例如酒樽、食品容器、武器和镜子，它们都对日常及来世很重要。
该博物馆藏品中最古老的物品之一是商朝时期的青铜礼器 -爵。“爵”是古代盛酒的容器，因为它的形状类似于带有宽喙的鸟，便于倒入液体, 并伴有尾巴、两个翅膀和三足。 :78
藏品中还保存龙的青铜雕塑，其历史可追溯到戰國時期（公元前475–前221年）。龙是各种动物的混合体，它们具有狮子的头、鸟的翅膀和爪子以及鱼的鳞片。鉴于中国最初是由几个区域组成的，每个地区都有一个代表动物，因此这种合并是中国的象征  :80

### 中国陶瓷
博物馆拥有葡萄牙所收藏的最重要的中国陶瓷作品。其藏品包含了从新石器时代的土器到十九世纪的出口瓷器，涵盖了中国5000余年的艺术历史。

#### 土器和早期陶器
中国陶瓷的历史可以追溯到新石器时代。
自公元前三千年以来，中国陶瓷经历了长足的发展，特别是厨房用具、食品储存容器和礼器。为了使原料（粘土）具有更大的稠度，有机物质如破碎的贝壳、草药和种子壳被添加到原料当中。
博物馆内有数个新石器时代的土器，其中有一个细纹黑陶的高脚杯，又称“蛋壳”，杯杆上装饰有竖纹及横丝的装饰。 :67–68

#### 赤陶
博物馆中的重要藏品是赤陶，其历史可追溯至汉朝（公元前202年–公元220年）至明朝（公元1368年-1644年）。
该收藏的一大亮点是汉朝时期马头雕塑。该马头的细节显示出精准的造型技术，以及马匹的重要意义。汉朝的皇帝为马场引进了新的种类，加强了马匹的繁育，并增加了该动物的数量。马匹似乎具有较高的社会地位，可以使马主在社会上享有特权。
在唐朝（618-906）期间，陶瓷在日常生活中占据着举足轻重的地位，获得了大胆的形状和颜色（白色，蓝色，黄色或棕色），以及一件2、3和4种颜色的多色组合，被称为“三彩”。 :71
博物馆收藏了数具该时期的丧葬陶器雕像，这些雕像陪伴中国的上流社会的人们去往来世。它们的目的是辟邪，和代表社会等级制度中的地位。这些陪葬品描绘了逝者生前的日常生活和社会文化背景。其中包括仆人和权贵、动物和家庭用具以及一些假想的小雕像，其作用是保卫陵墓，使墓主不受侵犯。
双峰驼峰是从匈奴地区传入中国的，被用作穿越戈壁沙漠和塔里木盆地的运输动物，是维吾尔族，藏族和突厥人向长安献上的贡品。它是连接丝绸之路中国唐朝首都长安与西方的驮兽。博物馆内有两个该时期的骆驼雕塑，造型及其精美。

#### 石胎瓷
周朝末年才发现了石胎瓷。它由一种（抵抗力极强的）防水材料制成，通体上釉，胚体致密并伴有光泽的裂痕。
在古典时期，宋朝见证了农业和冶金业以及丝绸和陶制造业的突飞猛进。
陶瓷的生产反映了生活水平以及文化水平的提高。粗陶变得更加精致和白皙，达到了完美的巅峰状态。釉、颜色达到了高水平。青瓷以其厚度、光泽、色调、质地和裂纹而闻名。
众多窑炉的存在使大量的陶瓷制品成为可能。其中最重要是定窑、龙泉窑、磁州窑、吉州窑和钧州窑。 :82
博物馆收藏了从晋朝（265年–316年）到明朝的各种石胎瓷。特别值得注意的是在六朝时期制造的香炉，上面覆盖着绿釉（越窑）。此物被用于神庙中供奉神灵，目的是避开邪灵。
另一件特别值得注意的物品是用石胎瓷制成的狮子形器皿。其目的仍然不清楚，一些学者认为它是驱除邪灵的烛台，其他人则将其解释为文人使用的墨水容器。

#### 瓷器
从技术来说，瓷器是使用了具有可塑性的高岭土，经过1350ºC以上的高温烧制而成的。它是由细小、半透明、坚硬且无色的粘土所制成的改良炻器。
杜阿尔特·巴尔博扎(Duarte Barbosa)编著的《印度风物》是西方第一本关于瓷器生产的记载。然而，完整的描述是由另外一位葡萄牙人加斯帕尔·达·克鲁斯(Gaspar da Cruz)修士在他的《中国情况详介专著》中完成的。
中国瓷器的生产始于唐朝，湖北星洲是其最重要的中心。由于高岭土的发现，中国瓷器在明朝迅速发展，并于十四世纪中期达到完美的顶峰。 :87
博物馆收藏了种类繁多的中国出口瓷器。

##### 青花瓷
从十四世纪至十七世纪，青花瓷成了中国瓷器生产的主体。青花瓷的黄金年代出现在明朝宣德年间 (1426年 – 1435年)。中国手艺人制作了碗、花瓶、盘、朝天瓶、梅瓶和水族箱等，它们都生动的装饰着鱼、鸟、树、水生植物和风景。
嘉靖年间 (1522年 – 1566年)，中国瓷器定期出口到欧洲。直到十七世纪，荷兰人开始控制东方海域，葡萄牙人垄断了这一贸易。那时大量瓷器用商船出口，使其成为欧洲中产阶级的易购商品。
明万历年间 (1573年 – 1620年), 用于出口的青花瓷质量下降，其特有突出的蓝色被“克拉克瓷(kraakporselein)”所取代。这种瓷器因其运输用的船型而得名，它首先由葡萄牙人商业化，随后被荷兰人推广。这种装饰瓷器以深浅不一的蓝色为特征，且釉面细巧。由于需求的增加，模具的使用得到了普及，但这个情况导致了装饰风格的贫乏。澳门和汕头是该艺术品主要的出口港。葡萄牙、荷兰、英国、德国及波斯等国都曾经模仿“克拉克瓷”，因为他们当时仍不知道瓷器生产的秘密。
博物馆收藏中值得注意的是一件装饰有钴蓝色釉下彩的盘子，它是广东省汕头港口出口的瓷器。盘子底部绘制的图案可能受到了地图的启发：两艘大型船，每艘都有两个桅杆，在波涛汹涌的大海上航行：一个海怪，类似于在中国南海繁殖的鲸鱼，以及具有建筑特色的岩石景观。在盘子的中心，罗盘通过从基点，副点和中间点发出的线条与其余成分相连。
另一件值得关注的藏品是葡萄牙的彩陶盘，盘身饰有中国万历年间外销瓷所启发的图案。十七世纪的葡萄牙陶艺家受到东方异国情调的影响，使用源自中国的装饰元素制作了碗，罐，盘子和瓷砖。此盘受“克拉克瓷”样式的影响，使用了相同的装饰结构，中心为岩石景观中的羚羊，边缘带有花卉图案的面板。瓷器所使用的蓝色色调也受到了中国外销瓷器的影响  :88

##### “费茨休(FITZHUGH)”样式
这是十八世纪末的青花瓷，样式极其精美繁复，中央饰有四个图案——花朵或水果、石榴、“佛手”柠檬, 以及一些几何图案，有时还会出现蝴蝶。
该样式的名称可能跟十八世纪初就与中国保持生意联系的英国费茨休(FITZHUGH)家族有关。
十九世纪费茨休(FITZHUGH)样式瓷器在美国实现了商业化，主要港口是纽约、塞勒姆、波士顿和费城。 :97

##### 彩瓷

###### 粉彩
这种装饰的特点是使用不透明的珐琅，实现从粉色到紫色色彩的多重变化。而正是卡修斯(Cassius)的紫色颜料将这种装饰成为可能。这种颜料被耶稣会传教士于1685年带入中国。它最早仅出现在珐琅铜器中，1700年才出现在瓷器上。
粉彩瓷在清雍正年间 (1723年 – 1735年) 达到了顶峰。
这种颜色被很多欧洲制造商模仿，特别是英国人和德国人。 :99
此茶壶的灵感来自于兰赛特(Lancret，1690年–1743年）创作的名为“春天”的图画。该图画被复制后由雕刻师拉默辛(Lamerssin)推广。在十八世纪，以名家画作为基础的瓷器装饰品成为普遍现象。 :102
另一个值得注意的藏品取材自金古良于康熙年间（1662年 - 1722年）出版的中国历史英雄人物画册。其代表人物包括唐朝著名诗人李白（701年 - 762年），军事英雄岳飞（1103年 – 1142年）和中国历史上最著名的女战士木兰（花木兰）。

###### 康熙五彩
“康熙五彩”的名称源自十九世纪法国收藏家阿尔伯特·雅克马特(Albert Jacquemart)建立的分类法。该分类是根据中国康熙年间（1662年 – 1722年）瓷器中发现的绿色、黄色、黑色和粉色珐琅彩而定。
“康熙五彩”的显著特征是以绿色珐琅为主，而不是其他颜色，如铁红、蓝色和黄色。这种瓷器的来源与明朝的瓷器有关。 :99

#### 军纹章瓷及私用瓷器
最古老的纹章瓷可以追溯到十六世纪葡萄牙的第一批“青花瓷”订单。直到十七世纪末，才开始经常生产纹章瓷，并出现了吸引欧洲市场的设计和样式。 :106
欧洲人因为茶、咖啡和巧克力而增加了对瓷器的需求，因为它比彩陶和银品更好的保持了液体的温度。这类瓷器最好的范例是欧洲王室所使用的餐具、茶具、咖啡具和梳妆台等装饰瓷器上。
中国的手艺人将纹章瓷画得十分细致。然而，由于缺乏信息或误解，经常会发生错误。 :106
博物馆内有几件重要的纹章瓷器。其中尤为重要的一块可追溯到1755年，上面印有何塞·西布拉·达席尔瓦(José Seabra da Silva)（1732年 – 1813年），彭巴尔（Marquis de Pombal）侯爵副部长兼格朗帕拉（Companhia）和马拉尼昂公司( Grão-Pará e Maranhão)（与巴西进行贸易的公司）检查员的纹章。 :107

#### 宗教象征性瓷器
除纹章装饰外，还出现了带有基督教和天主教、伊斯兰教、佛教/道教宗教特征的装饰瓷器。它们分别是为欧洲、伊斯兰（印度和近东）和中国市场订购。 :110
耶稣教的图案是基于自十六世纪开始在远东流传的欧洲插图，比如根据耶罗尼缪斯·维克斯(Hieronymus Wierx) 插图所创作 “耶稣受难记”，可能是在发往欧洲市场中最具有代表圣经事件。在博物馆中有一组1745年的系列藏品，这四幅根据耶罗尼缪斯·维克斯(Hieronymus Wierx)的插图描绘了基督的诞生，洗礼，受难和复活。  :111
具有神圣符号及古兰经经文的盘子和杯子，揭示了瓷器是伊斯兰世界传播信仰的有效方法。
在东方宗教中，佛教和道教最先认识到瓷器可以作为宗教扩展的有效手段，并被社会各阶层所接受。因此，我们可以在插图中看到童子和观音菩萨，以及何仙姑和韩湘子等守护神。
在这些道教神灵中，博物馆内藏有清朝时期何仙姑的雕塑，她是道家八仙中唯一的女性形象。 :114

#### 情色瓷
博物馆中藏有情色瓷俑。一些情色瓷器起到了说教功能。它们被认为是新娘嫁妆的一部分，以帮助她自然地过性生活。这些小雕像由母亲传给女儿，被私密地藏在衣服之间，远离好奇的目光。
其中还包括由英国和荷兰商人传入的带有色情场面的盘子，花瓶，钟表或鼻烟壶。当代资料显示，英国商人把带有极其不雅的微缩型手表带到了广州。 :115

#### 石湾陶瓷
石湾位于澳门和广州之间，是佛山地区重要的陶瓷生产中心，以其泥泞的土壤而闻名。
该地区的陶瓷具有观赏性和自然形态，颇受人们的喜爱，这突出了烘烤阶段陶瓷技术的水平。它使粘土的部分变为无色，且被玻璃状颜料增亮。 因此，装饰技术得到了改进，突出了象牙白以及蓝色，红色和绿色的各种色调。
这种陶瓷的主题与民间画像有关，特别是中国的神话及其英雄。博物馆收藏的石湾作品中有一个由潘玉书创作的佛像。该作品是独一无二的，因为它是由首位欧洲石湾陶瓷收藏家席尔瓦·门德斯(Silva Mendes)博士委托创作的  :117

### 宗教艺术
博物馆藏品中最独特的物品之一是十七和十八世纪的移动祭坛。它是目前已知的仅有的八种之一。这些家具的制造是为了让神职人员庆祝当时长时间的海上航行中的弥撒。

### 中国贸易
从16世纪到17世纪中叶，葡萄牙人垄断了中国的贸易。从1630年到1640年，他们被荷兰人取代，直到19世纪，荷兰人继续进行贸易。
从十六世纪到十七世纪中叶，葡萄牙人垄断了中国的贸易。但从1630年到1640年，他们被荷兰人所取代，并一直持续到十九世纪。
在十八世纪中叶，英国人和法国人到中国之后，欧洲艺术开始影响中国艺术。来自欧洲的订单逐渐增长，当地的手工窑都在努力满足西方的需求。
在十八、十九世纪，不仅瓷器套装需求量大，而且中国画、漆器、扇子、银器和欧洲风格的家具也很受欢迎。中国艺术家完美的制作了一切。这些贸易主要前往英国、荷兰和美国的港口。
这些艺术品的蓬勃发展使中国艺术得以传播，从而产生了“中国艺术”。

#### 漆器
漆 - 来自一种树的汁液，原产于中国和日本，自新石器时代以来一直被中国人使用，它被专门用作竹子、树木和丝绸等精致艺术品的防水保护涂层。
这些漆器最初是通过丝绸之路引入西方的，后来又经过与中国和日本进行贸易的葡萄牙人进一步传播。十八、十九世纪，由于西方的需求促进了各种物品的制造，装饰着中国和欧洲图案的家具、盒子、盘子和托盘等各种各样的漆器出现了。
博物馆内有大量的漆器茶盒。本地商人常将它作为礼物赠予十九世纪下半叶经常光顾中国港口的商人。

#### 银器
十九世纪下半叶，中国对西方的银器出口有了大幅增长。
欧美中产阶级对异域风情的追求导致了银器的普及。在这些藏品中，值得一提的是于1925年注册，带有波尔图菲利普·德·安德拉德(Filipe de Andrade)金饰匠商标记的五爪烛台。

#### 象牙和玳瑁壳
由西方人订购的象牙、玳瑁和玉器雕塑作品，融合了当地专有的技术和欧洲的雕塑模型和肖像画的规范。尽管如此，这些作品仍保持着中国工匠对艺术的诠释。
这些物体是精雕细琢的杰作。在清朝（1644年 - 1911年），有两所极好的象牙学校，一所在北京，另一所在广州。后者的风格更加精致。
几个世纪以来，广东艺术家的特点是切割彼此之间移动的同心球。博物馆藏品中最精美的物品之一是“幸福球”，它可能起源于1388年的“鬼工球”。同年，《格古要论》中提到了这些东西。同心球的数量不同，可多达二十个。装饰是几何的，并且图案从不重复。

### 龙袍
中国服饰受到波斯、蒙古和满族的影响。十八世纪的服饰模型反映了随着时间的流逝而产生的综合影响。该博物馆收藏着两件十八世纪后期的半正式宫廷长袍，它們给位高的文官在不需要穿宫廷长袍的庆典活动中使用。

### 鸦片用具
十七世纪初，荷兰人将鸦片作为一种幻药物，被东方人将其与烟草混合使用。英国人为负责其扩张，将生产和销货的垄断权交给了东印度公司。印度孟加拉的征服使这个合作成为可能，因为孟加拉成为了廉价鸦片的提供地。
即使人类使用鸦片已经有数千年的历史了。在十八世纪，当吸烟成为首选药物而非口服药物时，吸烟的方式发生了巨大变化。 :53
这一变化导致一系列鸦片抽烟的工具的产生。博物馆收藏了62件用于吸食鸦片的物品。其中特别令人感兴趣的是用木头雕刻并模仿竹子制成的鸦片灯架。竹子是一种可以抵御风暴的植物，因此是中国精神的象征。博物馆还包含几个稀有的鸦片烟斗。
博物馆还收藏了葡萄牙画家福斯托·桑帕约(Fausto Sampaio)的画作，1937年澳门某处的鸦片馆。

### 货币
博物馆的一个重要收藏系列为中国货币，其历史可追溯至公元前16世纪至公元1279年。

## 图书馆
澳门科学文化中心的图书馆是一所专门从事对中国/澳门、东亚以及欧亚关系文献教学的图书馆。该馆面向高等教育受众、大学、理工学院的教授和学生、国内外的研究者以及所有对中国/澳门及东亚信息或者培训课程感兴趣的所有人。它是迄今为止葡语世界中对中国研究中最完整、最现代化的图书馆。它具有国际性和多学科性。为了能够更好地履行其支持研究和教育，信息和传播的使命，澳门科学文化中心的图书馆与国内外其他的图书馆和档案馆建立了网络合作。主要涉及的领域有：历史、艺术、科学与技术、哲学、宗教、社会和政治体系。图书馆包括澳门和中国，尤其是在中国明清时期最完整的珍贵的文献，由多个语言(葡萄牙语、英文、法语、意大利语，中文和日语) 版本组成，可在以下网站中查询。
当前目录中约有27.000个书目记载，分为多种类型，當中有：
- 根据国会图书馆的分类，咨询和借阅收藏，包括最近出版物（从1960年至今），通过收购和捐赠整合起来，并以主题免费访问的方式在搜索系统中编目 ;
- 收藏系列，这些物品由曼努埃尔·特努塞拉(Manuel Teixeira)先生捐赠的文件，根据其价值收藏在特殊馆藏中；
- 视听收藏系列，包括大约40.000张幻灯片和5.000张照片，以及其他实物等；
- 缩微胶卷收藏系列，这是一个极为丰富的馆藏，由约7,000张缩微胶卷组成，包含超过50.000个文档，包括澳门卡萨达梅塞里科迪亚基金会(Holy House of Mercy of Macau)，澳门历史档案馆，澳门教区档案馆和澳门忠诚参议院的档案以及其他藏品等。这些藏品对于澳门及其机构的研究和历史至关重要，涵盖的时间范围为十七世纪初至二十世纪中期。